# Inre Djupet
Inre Djupet är en förkastningsspricka på havsbotten i norra Kökar kommun på Åland. Förkastningen som är cirka 15 km lång sträcker sig från Husö i nordväst förbi Örlandet och vidare ner mot Sandskär i sydost. Djupet varierar mellan 30 och 80 meter medan havsdjupet norr och söder om förkastningen sällan är djupare än 20 meter.